# コーポラティブオフィス
コーポラティブオフィスとは、レンタルオフィスの一形態。ベンチャー企業が起業時に用いることが多い。通常のレンタルオフィスとの違いは、設置・運営者によるサポートや、他の入居企業とのコミュニケーション・情報交換などコーポラティブ（協働）な環境にあるとされる。
同様の形態としてインキュベーションオフィスがある。

## 概要
「場所貸し」+「専門家による経営支援」+「入居する起業家同士の協業」
これは、起業家が成功する確率として、場所＋経営支援、それに加えて、起業家同士のコミュニケーションをもつことがキーファクターであるということの背景がこの呼び名に現れている。